# Château de la Navette
Le château de la Navette, ou château de Flixecourt, est un château situé sur le territoire de la commune de Flixecourt, dans le département de la Somme, au nord-ouest d'Amiens.

## Historique
C'est Jean-Baptiste Saint, patron de l'industrie du tissage de jute dans la vallée de la Nièvre et directeur de l'usine Saint-Frères,, qui envisage la construction du château en 1880, preuve de sa réussite sociale. Il meurt en 1880 et sa veuve, Stéphanie Zambaux, achète les terrains et mène a bien la construction. Elle confia sa réalisation à l'architecte amiénois Paul Delefortrie. Les travaux ont lieu de 1882 à 1886.
Le logis et le parc sont étendus au début du XXe siècle par Pierre Saint, leur fils. 
Certains éléments du château sont inscrits au titre des monuments historiques par arrêté du 28 avril 1980. Cela concerne les éléments suivants : 
- les façades et toitures du château et la grille d'honneur ;
- à l’intérieur, le grand escalier de pierre à balustres et son plafond peint, le hall d'entrée, les grand et petit salons, la grande et la petite salle à manger, la salle de billard, la chambre-bureau, la cuisine au rez-de-chaussée, la salle de bains, la chambre de Monsieur, la chambre d'angle et sa salle de bains adjacente ;
- les façades et toitures des écuries (ainsi que leur mur à balustres) et du château d'eau, le mur de soutènement à balustres clôturant le parc le long du chemin départemental 12.

Le parc et le jardin font l'objet d'une inscription par arrêté du 29 juillet 2013.

## Caractéristiques

### Extérieur
Le château construit sur une hauteur domine la vallée de la Nièvre. Construit en brique et pierre, il est composé d'un corps de logis avec un avant corps en ressaut et des pavillons en décrochement. Ses hautes toitures à la française, s'inspirent des châteaux de la fin du XVIe siècle. Côté jardin, l'avant-corps octogonal est davantage en saillie et une tour d'inspiration médiévale répond au nord-ouest au pavillon du nord-est. Le décor extérieur a été particulièrement soigné : fronton à volutes pour les fenêtres de l'avant corps, balcons étagés reposant sur des consoles, mascarons, grotesques qui révèlent l'éclectisme de la fin du XIXe siècle.

### Intérieur
Le grand escalier de pierre à balustres avec son plafond peint, vestibule, le grand et le petit salons, la grande et la petite salle à manger, la salle de billard, la chambre-bureau, la cuisine du rez de chaussée, la salle de bains, la chambre de Monsieur, la chambre d'angle, la salle de bains adjacente au premier étage, le cellier, la cuisine du sous-sol sont remarquables.

## Le parc
L'entrée du parc se fait par la grille d'honneur en fer forgé ouvragé. Le domaine d' 1,7 ha est clos par un mur de soutènement à balustres.

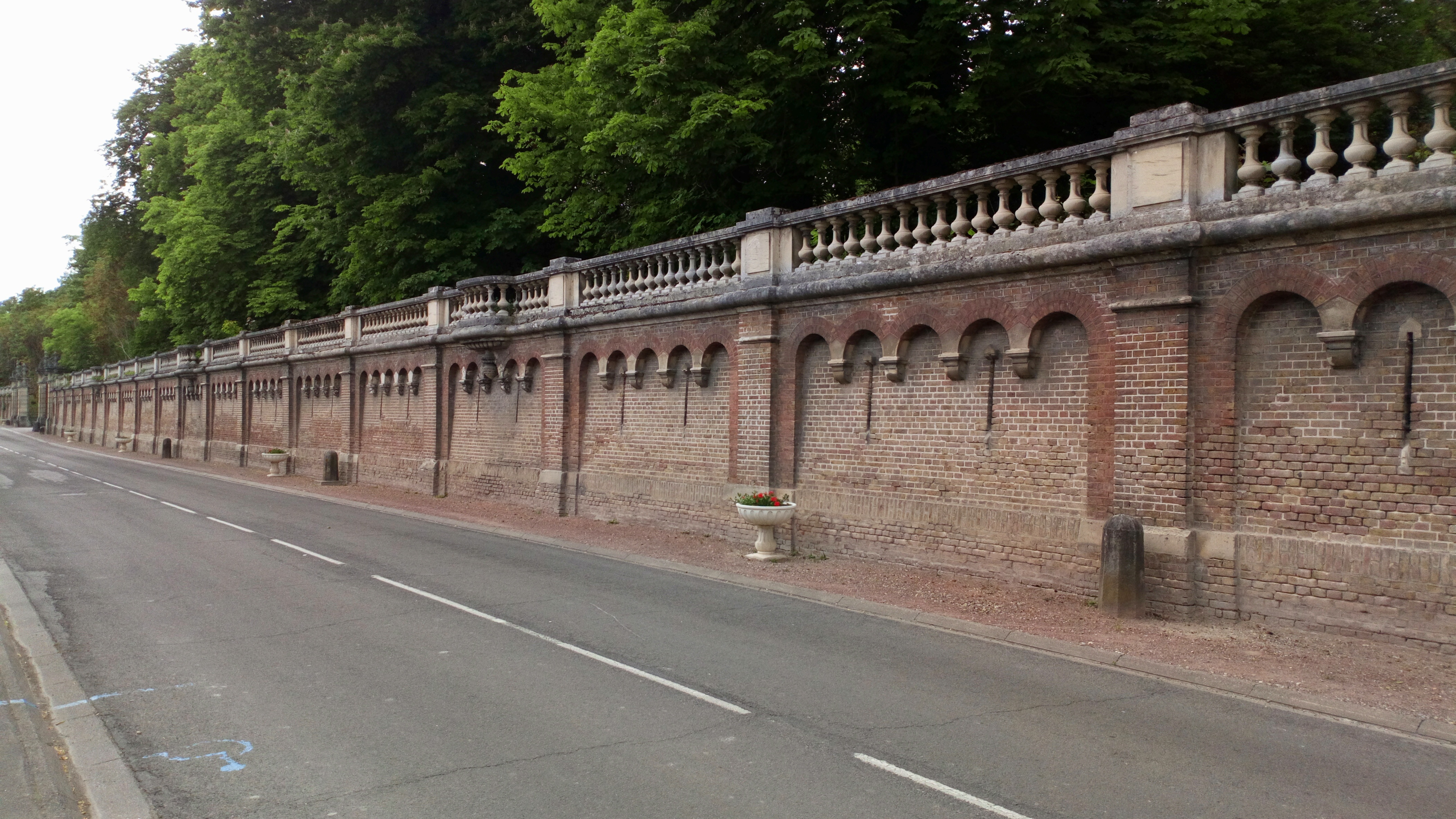
Le mur à balustres.

L'aménagement du parc paysager, est attribué à Adolphe Alphand. Le parc paysager et son jardin, restés dans l'état d'origine, sont protégés au titre des monuments historiques par arrêté du 29 juillet 2013.